# Movimiento Patriótico para la Salvaguardia y Restauración
El Movimiento Patriótico para la Salvaguardia y la Restauración (en francés: Mouvement Patriotique pour la Sauvegarde et la Restauration, MPSR) es la junta militar gobernante de Burkina Faso desde el golpe de Estado de enero de 2022.

## Historia

### Golpe de enero
El 24 de enero de 2022, el teniente coronel Paul-Henri Sandaogo Damiba encabezó un golpe de Estado que depuso y detuvo al presidente Roch Marc Christian Kaboré y al primer ministro Lassina Zerbo. Tras el anuncio, los militares declararon que la Asamblea Nacional y el Gobierno habían sido disueltos, se cerraban las fronteras del país, mientras que la Constitución había sido suspendida.
El 31 de enero, la junta militar restauró la Constitución y nombró a Damiba como presidente interino.

### Golpe de septiembre
El 30 de septiembre de 2022, Damiba fue expulsado por elementos del ejército insatisfechos, encabezados por el capitán Ibrahim Traoré, debido a su incapacidad para lidiar con el empeoramiento de la insurgencia islamista. Los militares dieron a conocer que se disolvía el gobierno y la carta de transición, la Asamblea Nacional, las fronteras del país nuevamente se cerraban y se introducía un toque de queda.

## Miembros
- Presidente: 
  - Paul-Henri Sandaogo Damiba (enero-septiembre)
  - Ibrahim Traore (desde septiembre)
- Vicepresidente:
  - Sidsoré Kader Ouédraogo; portavoz (hasta septiembre)[10]
  - Ibambe L'Monsein (desde septiembre)
- Miembros:
  - Kiswendsida Farouk Azaria Sorgho; portavoz